# Batalla de Inkerman
La batalla de Inkermán fue una batalla de la guerra de Crimea que se libró el 5 de noviembre de 1854 y que concluyó con la victoria de los ejércitos británico y francés bajo el mando del General Bosquet contra el ejército ruso a las órdenes del General Ménshikov.

## Antecedentes
Tras la batalla de Balaclava el 25 de octubre de 1854, los rusos realizaron el 5 de noviembre siguiente un devastador ataque sobre el flanco derecho de las posiciones aliadas al este de Sebastopol. La fuerza atacante estaba compuesta principalmente por dos grupos: la infantería y artillería que había sido evacuada de Sebastopol, al mando del general Fiódor Soimónov (Соймонов, Фёдор Иванович (1800)), y el ejército principal al mando del general Prokofi Pávlov (Павлов, Прокофий Яковлевич). Una vez combinadas, ambas fuerzas quedarían a las órdenes del General Dannenberg. Inicialmente, el ataque principal recayó sobre la 2.ª División Británica, que pudo oponer tan solo 2700 hombres y 12 cañones antes de que llegaran los refuerzos.
El día era frío, nuboso y con niebla. Hubo nieve, fango y sangre pues, a diferencia de la jornada de Balaclava, en la que la caballería tuvo un papel destacado, la de Inkermán fue un combate para la infantería, principalmente. Inkermán ha sido definida como "la batalla de los soldados" en referencia a la ferocidad de la lucha y la iniciativa e improvisación demostrada por pequeñas unidades, que con frecuencia se vieron aisladas como consecuencia de la espesa niebla.

## Desarrollo
El día estuvo lleno de ataques y contraataques de ambas fuerzas, y determinadas posiciones cambiaron de manos varias veces en cuestión de horas. La lucha cuerpo a cuerpo también fue generalizada, contándose asaltos a la bayoneta sobre posiciones de artillería. En esta batalla se cubrió de gloria el regimiento británico de Granaderos de la Guardia, famoso por lucir sus altos gorros de piel, que pasó a ser un icono del ejército británico. El capitán de granaderos Percy recibió la Cruz Victoria por conducir a 50 soldados en retirada a posiciones más seguras cuando estaban rodeados de rusos. Una compañía del regimiento pasó a denominarse "Compañía Inkermán".
En general, el planteamiento táctico ruso fue más ineficiente que el aliado, cuyo despliegue sobre el campo aprovechó al máximo la ventaja de la mayor disciplina y entrenamiento de sus regimientos. Los rusos utilizaron formaciones en columnas muy compactas (como prescribían los viejos manuales de principios del XIX) mientras que los británicos desplegaron líneas anchas poco profundas que maximizaron la capacidad de fuego del rifle Minié, que era más rápido, tenía mayor alcance y era más certero que los antiguos mosquetes rusos (algunos de las guerras napoleónicas), que tenían mucho peor rendimiento en condiciones de alta humedad. Los rusos sufrieron así un número mucho mayor de bajas que sus oponentes.

## Consecuencias
Cuando los rusos se retiraron dejaron un campo de batalla donde los cadáveres se amontonaban en los puntos más disputados. Los regimientos británicos y franceses volvieron a sus posiciones de asedio alrededor de Sebastopol.
Aunque el ataque ruso falló en su intento de levantar el sitio de Sebastopol y evitar así la pérdida de la flota allí fondeada, y aunque las bajas sufridas fueron notablemente superiores a las de los aliados, los regimientos británicos quedaron exhaustos y provocaron que Sebastopol no pudiera ser asaltada antes de la llegada del invierno, el mejor aliado de los rusos. De hecho el día 14 una terrible tempestad invernal azotó las posiciones aliadas en Crimea, devastando los campamentos y dejando mucho más expuestos al terrible frío a hombres y caballos. La galerna hundió muchos barcos franceses y británicos con suministros para el invierno, lo que provocó grandes sufrimientos al ejército en las semanas subsiguientes.